# Autobahnring Chengdu
Der Autobahnring von Chengdu (chinesisch 成都绕城高速公路, Pinyin Chéngdū ràochéng gāosù gōnglù, englisch Chengdu Ring Expressway), chin. Abk. G4202, ist ein lokaler Autobahnring rund um die Metropole Chengdu in der Mitte der Volksrepublik China. Er weist eine Länge von 85 km auf. In den Autobahnring münden die überregionalen Autobahnen G5, G42 und G93.